# Václav Kredba (učitel)
Václav Kredba (7. března 1834 Semčice – 22. září 1913 Praha) byl český učitel, prozaik, odborný publicista a redaktor. Dlouhodobě řídil časopis Posel z Budče. Spoluzakládal a vedl učitelské spolky. Psal výchovné povídky. Prostřednictvím přítele Františka Ladislava Riegra ovlivňoval školskou politiku ve prospěch pedagogů.

## Život
Absolvoval hlavní školu a nižší reálku v Mladé Boleslavi a v letech 1851–53 učitelský ústav v Litoměřicích. V září 1853 získal místo podučitele v Brodcích a v letech 1854–1863 na hlavní škole v Bělé pod Bezdězem. Během svého pobytu ve městě rozšiřoval mezi obyvatelstvem české knihy.
Zásluhou Františka Řezáče získal místo podučitele na farní hlavní škole u sv. Haštala v Praze. Roku 1867 se stal učitelem. Od února 1873 zastával místo řídícího u sv. Ducha.
V 60. letech stál v čele obrodného hnutí v českém školství. Spoluzakládal a určitou dobu vedl učitelská sdružení Budeč pražská, Paedagogická jednota a Ústřední spolek jednot učitelských v Čechách. Redigoval časopis Národní škola (1867–68 společně se Štěpánem Bačkorou, 1869 samostatně). Od roku 1870 časopis vycházel jako orgán spolku Budeč pod titulem Posel z Budče. Kredba stál v jeho čele do roku 1877, znovu se vrátil v polovině 80. let.
Přátelil se s politiky F. L. Riegrem a Zeithammerem, jejichž prostřednictvím ovlivňoval vládní školskou politiku ve prospěch učielů. Když v roce 1880 vznikl německý spolek Deutscher Schulverein, inicioval Kredba vznik jeho české protiváhy, Ústřední matice školské, a řadu let působil v jejím vedení. Později založil Jednotu pražských občanů. Společně s Janem Lepařem vedli časopis Paedagogium a patřili k nejlepším řečníkům na okresních učitelských poradách v Praze.
Po odchodu do důchodu se zabýval se filosofií — studoval staroindická učení, buddhismus a bibli, oblíbil si postavu sv. Pavla. Navštěvoval přednášky duchovních řečníků a sám příležitostně také vystupoval s projevy, například na pohřbu svého přítele učitele Vaňka v Bezně.
Roku 1913 utrpěl vážný úraz, který si vyžádal operaci, a na následné komplikace zhruba po týdnu zemřel. Pohřben byl na Olšanech za velké účasti učitelstva.

## Kontroverze
Jako veřejně činný učitel a redaktor byl Kredba v centru několika kontroverzí:

### Tiskový spor r. 1869
V časopise Národní škola vyšel r. 1869 článek Úvahy o novém zákoně školském, který vedl k žalobě na redaktora Kredbu pro tiskový přestupek. Okresní soud jej 1. října osvobodil, ale státní zástupce se odvolal. Vrchní zemský soud jej naopak uznal vinným a uložil mu pokutu 50 zlatých plus náhradu nákladů soudního řízení.

### Domnělé pohlavní zneužívání žákyň katechetou
Dne 23. června 1881 přinesl denní tisk zprávu, že policie a soudy vyšetřují ohavný čin pohlavního zneužívání osmi 12–13letých žákyň německé dívčí školy v josefské čtvrti v Praze, kterého se tam měl dopouštět 36letý katecheta od sv. Ducha P. Petr Kabát. Tento duchovní vyučoval náboženství i ve škole u sv. Ducha, a ředitel Kredba se jej následující den veřejně zastal jako příkladného učitele a bezúhonného kněze. Zprávy o jeho činu označil za přehnané. Kredba byl za tento projev podpory kritizován, protože předbíhal úřední vyšetřování, aniž by byl schopen potvrdit, že k uvedenému činu nedošlo. Jeho stanovisko bylo považováno za úslužné a servilní vůči církvi. (Petr Kabát byl v říjnu 1881 u soudu z obvinění osvobozen.)

### Politické rozpory v letech 1884–85
V letech 1884 a 1885 došlo, v souvislosti s politickým štěpením v české společnosti (staročeši vs. mladočeši rovněž k pnutí v učitelských organizacích. Kredba v úvodníku Naše politika vyslovil názor, že učitelstvo by ve vlastním zájmu nemělo vstupovat do jiných politických sporů než těch, které se týkají školství. Zároveň podnikal kroky k založení nového učitelského spolku a další aktivity, které jeho odpůrci považovali za snahu o potlačení svobodomyslných (tj. mladočeských) proudů. Ve sporu, kde proti sobě stála především redakce Posla z Budče (v čele s Kredbou) a vedení pražského Ústředního spolku jednot učitelských (z něhož Kredba předtím vystoupil), se jednalo o to, zda politická opatrnost a konzervativnost učitelům prospívá (Kredba např. obviňoval své odpůrce, že přílišnou radikálností způsobili protiakce úřadů), nebo z nich naopak dělá bezděčné podporovatele zpátečnických staročechů. Kredbovu konzervativní pozici na praktické úrovni — z pohledu odpůrců z pozice moci — prosazoval zejména školní inspektor Jan Karel Hraše.

## Dílo
Je autorem převážně odborných článků zaměřených na rozvoj českého školství a pedagogiky, ale také povídek, bajek a pohádek s didaktickým zaměřením a důrazem na lásku k vlasti.
Knižně vydal:
- Zrádcové vlasti (1879, reedice 1892), povídka pro lid, varující před odnárodňováním a preferováním němčiny před češtinou[17]
- Květy z českých luhů (1881)
- Feuilletony ze života školního (1881).
- Osvěta a práce (1886)
- Vzory práce (1890)

## Rodina
Měl tři syny. Nejstarší pracoval r. 1913 jako vysoký úředník v pražské bance a též příležitostně skládal básně. Prostřední (Václav Kredba mladší 1870–1939) se pak vydal částečně ve šlépějích svého otce, působil jako magistrátní rada, spisovatel a překladatel – zejména z polštiny, překládal například díla polského literárního velikána Henryka Sienkiewicze. Nejmladší se dal na učitelskou dráhu.